# Juan Castillo (zapaśnik)
Juan Edgardo Castillo (ur. 30 stycznia 1975) – panamski zapaśnik walczący w stylu wolnym. Zajął szóste miejsce na igrzyskach panamerykańskich w 1999. Srebrny medalista mistrzostw panamerykańskich w 1997. Mistrz Ameryki Centralnej w 1994. Brązowy medalista igrzysk boliwaryjskich w 1997 i 2001 roku.